# Miro rosé
Petroica rosea
Espèce
Statut de conservation UICN

 LC  : Préoccupation mineure
Le Miro rosé (Petroica rosea) est une espèce de passereau de la famille des Petroicidae.

## Distribution

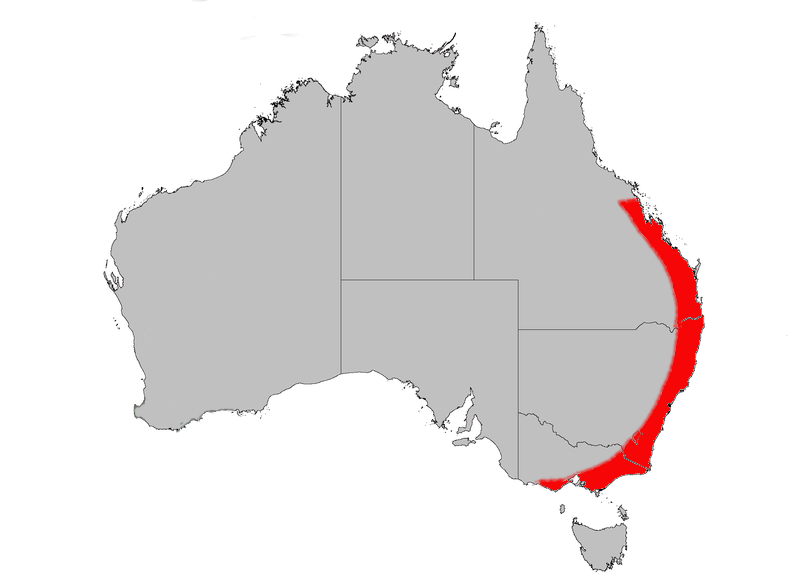
Distribution

Cette espèce est endémique d'Australie. Elle se rencontre à l'est ou au sud de la Cordillère australienne :
- dans le sud-est du Queensland ;
- dans l'est de la Nouvelle-Galles du Sud ;
- dans l'est et le sud du Victoria ;
- dans l'extrême sud-est de l'Australie-Méridionale.

## Habitat
Il habite les ravins et les vallées des forêts tempérées et subtropicales ou tropicales et les forêts humides de plaine.

## Description
Les adultes mesurent 11 cm.

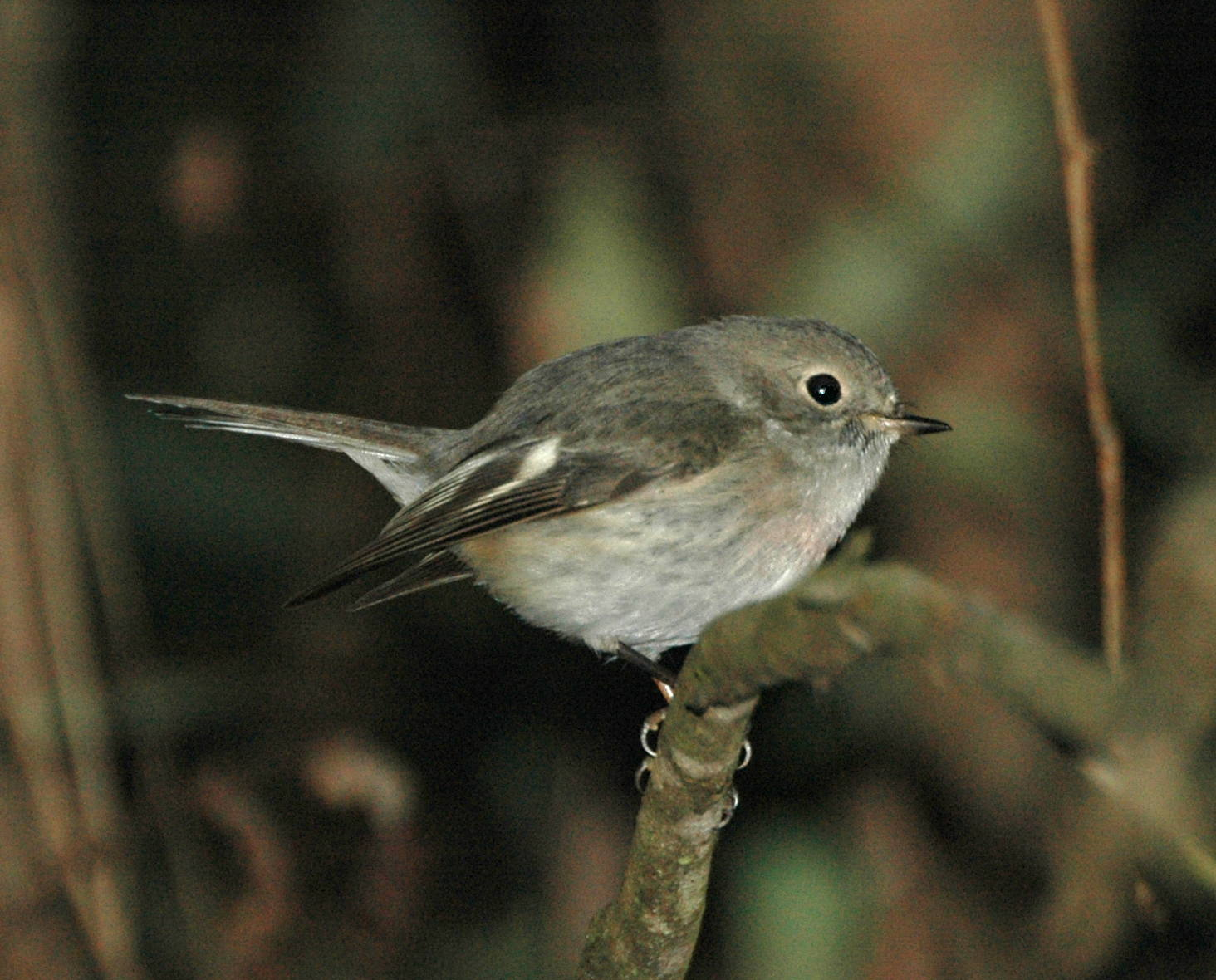
Petroica rosea femelle

Comme beaucoup de Petroicidae aux couleurs vives, il présente un dimorphisme sexuel.
Le mâle a une poitrine rose distinctive. Ses parties supérieures sont gris foncé avec un front blanc, une queue noire avec des pointes blanches. Le ventre et les épaules sont blanches.
La femelle est d'un gris-brun banal. Il a un petit bec et les yeux noirs.